# 미키의 환상의 크리스마스
미키의 환상의 크리스마스(Mickey's Magical Christmas: Snowed In At The House Of Mouse)는 미국에서 제작된 로버츠 개너웨이 감독의 2001년 애니메이션 영화이다. 웨인 올와인 등이 주연으로 출연하였다.

## 출연

### 주연
- 웨인 올와인
- 토니 앤셀모

### 조연
- 빌 파머
- 루시 테일러
- 트레스 맥닐
- 코리 버튼
- 존 클리즈
- 제프 베넷
- 앨런 영
- 할 스미스
- 윌 라이언
- 클로렌스 내쉬
- 딕 빌링슬리
- 제임스 맥도널드
- 데시 플린
- 로비 벤슨
- 조디 벤슨
- 페이지 오하라
- 어니 사벨라
- 케빈 스콘
- 조나단 프리먼
- 마크 모즐리
- 마이클 웰치
- 제니퍼 헤일
- 팻 캐럴
- 피터 쿨렌
- J.P. 마녹스
- 카를로스 엘라즈라퀴
- 에이프릴 윈첼
- 블레인 위버
- 롭 폴슨
- 데이빗 오그던 스타이어스
- 니키타 홉킨스
- 캐스 소시
- 조셉 윌리엄스
- 핀토 콜비그
- 랜디 크렌쇼
- 모리스 라마체
- 릭 로건
- 테리 우드
- 프랭크 웰커

## 같이 보기
- 크리스마스 영화 목록